# 日尼亚克 (沃克吕兹省)
日尼亚克（法語：Gignac，法語發音：[ʒiɲak]）是法国普罗旺斯-阿尔卑斯-蓝色海岸大区沃克吕兹省的一个市镇，属于阿普特区。

## 地理
日尼亚克（43°55'9"N, 5°31'36"E）面积8.15 平方千米，位于法国普罗旺斯-阿尔卑斯-蓝色海岸大区沃克吕兹省，该省份为法国东南部内陆省份，北起德龙省，西北接阿尔代什省，西接加尔省，南至罗讷河口省，东南角与瓦尔省接壤，东临上普罗旺斯阿尔卑斯省。
与日尼亚克接壤的市镇（或旧市镇、城区）包括：锡米亚讷拉罗通德、卡斯讷沃、吕斯特雷勒、维安。

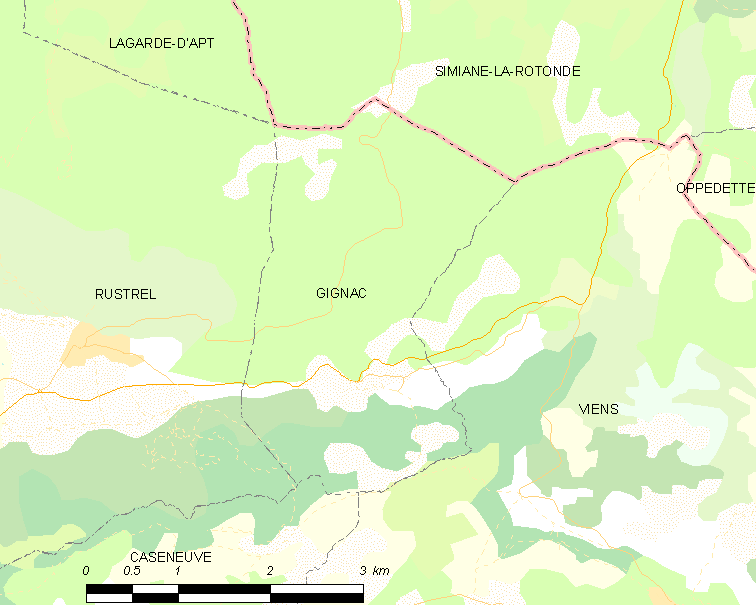
的OSM定位图

日尼亚克的时区为UTC+01:00、UTC+02:00（夏令时）。

## 行政
日尼亚克的邮政编码为84400，INSEE市镇编码为84048。

## 政治
日尼亚克所属的省级选区为阿普特县。

## 人口

1962-2008年间人口变化图示

日尼亚克于2022年1月1日时的人口数量为73人。